# Sphenocratus heptapotamica
Sphenocratus heptapotamica är en insektsart som först beskrevs av Oshanin 1913.  Sphenocratus heptapotamica ingår i släktet Sphenocratus och familjen Dictyopharidae. Inga underarter finns listade i Catalogue of Life.